# Gooikse Pijl 2024
De 21e editie van de wielerwedstrijd Gooikse Pijl vond plaats op 22 september 2024. De wedstrijd startte in Roosdaal en finishte 195,8 kilometer later in Gooik. De wedstrijd maakte deel uit van de UCI Europe Tour, met de categorie 1.1. De Belg Tim Merlier won zijn derde wedstrijd op rij, na zijn overwinning op het Europese kampioenschap en zijn zege in het Kampioenschap van Vlaanderen. Zijn landgenoot Jordi Meeus en de Nederlander Olav Kooij vergezelden hem op het podium.

## Uitslag
| Plaats  | Naam                  | Ploeg                   | Tijd     |
| ------- | --------------------- | ----------------------- | -------- |
| Winnaar | Tim Merlier           | Soudal Quick-Step       | 4u17'14" |
| 2       | Jordi Meeus           | Red Bull-BORA-hansgrohe | z.t.     |
| 3       | Olav Kooij            | Visma \| Lease a Bike   | z.t.     |
| 4       | Dylan Groenewegen     | Jayco AlUla             | z.t.     |
| 5       | Stanisław Aniołkowski | Cofidis                 | z.t.     |
| 6       | Erlend Blikra         | Uno-X Mobility          | z.t.     |
| 7       | Gleb Syritsa          | Astana Qazaqstan        | z.t.     |
| 8       | Lionel Taminiaux      | Lotto Dstny             | z.t.     |
| 9       | Davide Ballerini      | Astana Qazaqstan        | z.t.     |
| 10      | Stian Fredheim        | Uno-X Mobility          | z.t.     |
| 11      | Max Walscheid         | Jayco AlUla             | z.t.     |
| 12      | Gerben Thijssen       | Intermarché-Wanty       | z.t.     |
| 13      | Alexander Kristoff    | Uno-X Mobility          | z.t.     |
| 14      | Tom Van Asbroeck      | Israel-Premier Tech     | z.t.     |
| 15      | Gianmarco Garofoli    | Astana Qazaqstan        | z.t.     |
| 16      | Arvid de Kleijn       | Tudor                   | z.t.     |
| 17      | Tim Torn Teutenberg   | Lidl-Trek               | z.t.     |
| 18      | Maurice Ballerstedt   | Alpecin-Deceuninck      | z.t.     |
| 19      | Xabier Berasategi     | Euskaltel-Euskadi       | z.t.     |
| 20      | Piet Allegaert        | Cofidis                 | z.t.     |